# Tmarus corruptus
Tmarus corruptus là một loài nhện trong họ Thomisidae.
Loài này thuộc chi Tmarus. Tmarus corruptus được Octavius Pickard-Cambridge miêu tả năm 1892.